# Humanisztikus-egzisztencialista pszichológia
A humanisztikus-egzisztencialista pszichológia egy – az ember egyediségében és kiteljesedésében az értékek és a választás fontosságát hangsúlyozó – elméleti megközelítés, irányzat.

## Humanisztikus megközelítés
A humanisztikus megközelítés képviselői az optimistábbak, ugyanis szerintük az emberek barátságosságra, kooperációra és konstruktivitásra termettek, és életük során az önmegvalósítás (önaktualizáció) elve, a jóságra, személyes növekedésre való törekvés vezérli őket. Önmaguk kiteljesítésére csakis akkor lehetnek képesek, ha őszintén felmérik és elfogadják erősségeiken kívül gyenge oldalaikat is, és megfogalmazzák az életük értelmét képező személyes értékeiket.

## Egzisztencialista megközelítés
Az egzisztencialista felfogás értelmében az embereknek szükségszerűen tudatos képpel kell rendelkezniük önmagukról, és pszichés alkalmazkodásuk eredményessége érdekében következetesen értelmes, úgymond „autentikus” életet kell élniük. Az értékes és méltó élet keresését nem tekintik velünk született hajlamnak, szerintük az ember születéstől fogva tökéletesen szabad, és csakis rajta múlik, hogy értelemmel ruházva fel életét, szembe mer-e nézni létezésével, vagy pedig megnyomorodik saját felelősségétől. A felelősség és a választás elől megfutamodók tehetetlennek és gyengének fogják tartani magukat, s ennek következtében éltük üres, értelmetlen és félresikerült lesz.

## A rendellenes működés humanisztikus és egzisztencialista szemlélete
A rendellenes működés humanisztikus és egzisztencialista szemlélete az 1940-es évekre nyúlik vissza. Ebben az időben kezdte kidolgozni a kor befolyásos pszichodinamikus elveitől oly élesen különböző, meleg és támogató, kliensközpontú terápiás megközelítését a sokak által a humanisztikus nézőpont atyjának tekintett Carl Rogers. Az ő nevéhez fűződik az irracionális ösztönöktől és konfliktusoktól mentes, humanisztikus személyiségfelfogás kidolgozása. Nagyjából ugyanekkorra tehető a többi, Abraham Maslow és Fritz Perls nevével fémjelzett humanisztikus elmélet színre lépése is, melyek mindegyike az eredendően bennünk rejtőző, különleges pozitív potenciál létezését hangsúlyozza. A személyiségnek és abnormalitásnak a XIX. századi egzisztencialista filozófusok által inspirált egzisztencialista megközelítése szerint cselekedeteinken keresztül biztosítjuk létezésünk folyamatos definícióját, s egyéni létünk értelmezését ezek a folyamatos definiálás érdekében tett erőfeszítések adják. A klinikai egzisztencialista nézőpont ma már klasszikusnak számító alkotása, az Existence című, nagy figyelmet felkeltő könyv foglalata össze az 1950-es évek második felében a kor legfontosabb egzisztencialista gondolatait és terápiás módszereit.
Az 1960-as és 1970-es évek lélekkereső és szociálisan felbolydult nyugati társadalmaiban a humanisztikus és egzisztencialista elméletek rendkívüli népszerűségre tettek szert. A humanisztikus elméletek az emberi szellem létezésébe vetett hitet erősítették meg, az egzisztencialista elméletek a saját sorsuk feletti uralom kialakítására ösztönözték az embereket. Mindkét elmélet hatásos vigaszt nyújtott a polgári társadalmak technológiai és bürokratikus szempontból viharos gyorsasággal fejlődő, de elidegenedett és spirituálisan kiürült világában. Annak ellenére, hogy az 1980-as években a humanisztikus-egzisztencialista modell veszített népszerűségéből, ma is sok kliens és terápiás követője akad.

## Rogers humanisztikus elmélete és terápiája
Carl Rogers szerint a diszfunkciókhoz vezető út a csecsemőkorból indul ki. Mindnyájunknak alapvető szükséglete, hogy életünk jelentős más személyeitől (elsősorban szüleinktől) pozitív értékelésben részesüljünk. Azok, akik megkapják életük korai szakaszában a feltétel nélküli (nem ítélkező) értékelést, valószínűleg képesek lesznek kialakítani magukban a feltétel nélküli önértékelés képességét, azaz miközben felismerik személyes értéküket, tisztában vannak tökéletlenségeikkel is. Kiegyensúlyozottak, tisztán és egyértelműen látják magukat, és kiváló pszichés állapotuknak köszönhetően képesek saját belső pozitív potenciáljuk mozgósítására. 
Sajnos a gyerekek egy részében folyamatosan azt az érzést keltik, hogy nem méltók a megbecsülésre. Megtanulják tehát, hogy értéküknek feltételei vannak (értékfeltétel), olyan mércéi, melyek szerint csak akkor szeretnivalóak és elfogadhatóak, ha viselkedésük a számukra megszabott normák szerint alakul. Saját magukat is ezeknek megfelelően értékelik. A pozitív önértékelés fenntartásához igen kritikus módon kell önmagukat szemlélniük, megtagadva vagy eltorzítva minden olyan gondolatot, illetve cselekedetet, mely alatta marad értékfeltételeik szintjének. Saját magukról és tapasztalataikról alkotott képük szükségszerűen torzító lesz.
Önmaguk folyamatos becsapása meghiúsítja önaktualizációjukat. Nem lesznek tisztában saját valódi érzéseikkel, követendő céljaikkal és értékeikkel, ráadásul minden erejüket leköti énképük megvédelmezése. Mivel alig marad önmegvalósításra fordítható energiájuk, rendellenes működésük elkerülhetetlen és szükségszerű lesz.

### Kliensközpontú terápia
Lényege, hogy a terapeuta támogató, együttérző légkörben segít kliensének önmagával nyíltan szembenézni és elfogadni mindazt, amit önmagában talál. Három dologhoz kell minden körülmények között ragaszkodnia: a feltétel nélküli pozitív értékeléshez, a megfelelő empátiához és az őszinteséghez. A feltétel nélküli pozitív elismerés értelmében a terapeuta teljes elfogadást és meleg légkört biztosít kliense számára, függetlenül attól, amit a kliens mond, gondol vagy érez, a megfelelő empátia értelmében pedig igyekszik megfelelően megérteni azt, amit a kliens mond, és érzékeny módon visszakövetkeztetni felé. A humanisztikus nézőpontú terapeuta nem értelmezi kliensének közléseit, és tanítani sem akarja, ehelyett figyel rá, és mindent megtesz annak érdekében, hogy a kliens is képes legyen figyelni saját magára. Végezetül a humanisztikus nézőpontú terapeutának őszintének vagy más szóval kongruensnek kell lennie kliensével szemben. Őszinteség és nyíltság híján a terapeuta gépiessé és hiteltelenné válik. 
A feltétel nélküli pozitív értékelés, megfelelő empátia és az őszinteség légkörében a kliens egyre inkább úgy érezheti, hogy terapeutája elfogadja, és ezáltal később ő maga is képessé válhat arra, hogy őszintén és elfogadóan viszonyuljon saját magához. Ezt a folyamatot hívjuk tapasztalásnak, mely során kliens saját érzelmeinek, gondolatainak és viselkedésének kellő értékelésével megszabadul az önmegvalósítás útjában álló bizonytalanságoktól és kétségektől. A kliensközpontú terápia nem bizonyult átütő terápiás erejűnek a tudományos vizsgálatok során.

## Gestalt-elmélet és -terápia
A szintén humanisztikus megközelítések közé tartozó Gestalt-elméletet és -terápiát az 1950-es években egy Fritz Perls nevezetű karizmatikus klinikus hozta létre. Rogershez hasonlóan Perls is úgy gondolta, hogy az emberek akkor élnek át lélektani nehézségeket, amikor nem ismerik fel saját szükségleteiket, illetve nem akarják őket elfogadni vagy kifejezni. Az ilyen bajba jutott emberek kizárólag a feltételezett veszélyek elhárításával foglalkoznak, és nem marad energiájuk a bennük rejlő lehetőségek megvalósítására. A Gestalt-terapeuták ezért a kliensközpontú terapeutákhoz hasonlóan az önelfogadás és önismeretet irányába próbálják mozdítani kliensüket, velük ellentétben azonban ezt a célt a kliens bosszantásával és frusztrálásával kívánják elérni. Az általuk kifejlesztett technikák a kliensközpontú és a pszichodinamikus terápiákhoz képest jelentősen lerövidítik a terápiás folyamatot. Perls kedvenc módszerei a szakértő frusztráció, a szerepjátszás, a gyakorlatok és játékok voltak. 

### A szakértő frusztráció
A szakértő frusztráció technikájának alkalmazása során például a Gestalt terapeuta megtagadja a kliens elvárásainak, sőt akár nyíltan kifejezett kéréseinek teljesítését. Ezzel a frusztrálással azt szeretné bemutatni kliensének, hogy milyen eszközökkel próbál másokat manipulálni saját szükségleteinek kielégítése érdekében. 

### A szerepjáték
Az éntudatosság elősegítésének másik, a Gestalt-terapeuták által alkalmazott módja a szerepjáték – a terapeuta által rájuk osztott szerepek eljátszása. A klienseknek azt mondják, legyenek valami mások, például tárgyak, saját alternatív énjük vagy valamilyen testrészük. Felszólítják őket arra, hogy úgy beszéljenek és érezzenek, ahogy az elképzelt valami vagy valaki más beszélne vagy érzene. A szerepjáték rendkívül intenzívvé válhat azzal, hogy a klienseket bátorítják érzéseik szabadon engedésre, nyílt kifejezésére. Sokan sírva fakadnak, sikoltoznak, rúgnak vagy ütnek, s ennek segítségével fokozatosan elfogadják saját, korábban nem ismert érzéseiket.

### A szabályok listája
Perls felállította a szabályok listáját. A kliens például nem tehet fel "miért" kéréseket. Az "Ezt meg miért csinálja?" típusú kérdéseket például a terapeuta átalakíttatja velük ilyen állító mondatokká: "Utálom, amikor ezt csinálja." Egy másik szabály szerint a kliensnek "én"-nyelvet kell használnia, azaz "a helyzet félelemkeltő" fordulat helyett ki kell mondaina azt, hogy: "félek", egy harmadik szabálynak megfelelően pedig az itt és most elvét kell alkalmazniuk. Most vannak szükségleteik, most akarják leplezni érzéseiket, és most kell szembenézniük velük. A szabályokat elfogadó Gestalt-terapeuták a beszélgetéseket folyamatosan újrafogalmazzák olyan kérdések feltételével, hogy "Hogyan érzel vele kapcsolatban most?", vagy "Mit csinálsz most, miközben beszélsz?"

### Gyakorlatok és játékok
Perls igen kedvelte a különböző gyakorlatokat és játékokat. A túlzásos játékban például újra és újra el kell ismételniük eltúlzott formában bizonyos, általuk rendszeresen használt gesztusokat, beszédmódokat vagy kifejezéseket. Szándéka szerint ez a "játék" abban segíti a klienst, hogy felismerje érzéseinek mélységét, bizonyos viselkedések jelentését és saját viselkedésének másokra gyakorolt hatását.

## Egzisztencialista elméletek és terápiák
A humanistákhoz hasonlóan az egzisztencialisták is úgy vélik, hogy a pszichológiai diszfunkciókat önbecsapásink okozzák, de önbecsapáson ők az élet felelősségei elől való menekülést értik, annak fel nem ismerését, hogy ők maguk azok, akik értelmet adhatnának életüknek, és hogy ennek megvalósításához rendelkeznek a megfelelő képességekkel és szabadsággal. Az egzisztencialisták szerint az emberek akkor kezdenek bujkálni a személyes felelősség és a választási lehetőségek elől, amikor maguk alá temetik őket a közvetlen környezetükből érkező stresszek és a társadalom állandó változása, bonyolultsága és érzelmi terhei. A terhek súlya alatt az emberek egy része más emberek irányítása és felügyelete alá próbál bújni, míg mások szembefordulnak a társadalommal. Egyik esetben sem ismerik fel választásra jogosító személyes szabadságukat, és lerázzák magukról az életükért és döntéseiért való felelősséget. A felelősségről és választási lehetőségekről való eme lemondás jelenthet ugyan egyfajta menedéket, ennek azonban ára van. Életük üres és személytelen, szorongástól, frusztrációtól, elidegenedéstől és depressziótól átitatott lesz.  
Az egzisztencialista terapeuták arra bátorítják klienseiket, hogy vállaljanak felelősséget életükért és bajaikért, ismerjék fel, hogy választásaikban szabadok, és hogy lehetőségük van az értelemmel és értékekkel teli autentikus életre. A humanisztikus terapeutákhoz hasonlóan az egzisztencialista terapeuták is az egyén szubjektív világszemléletére és az itt és mostra fektetik a hangsúlyt. Mivel elsősorban inkább a terápia céljai, semmint meghatározott terápiás technikák használata érdekli őket, terápiás módszereik és a kezelés hosszúsága terapeutától terapeutára változik. 